# Pattinaggio di figura al XIII Festival olimpico invernale della gioventù europea - Ragazze
Il concorso del Pattinaggio di figura al XIII Festival olimpico invernale della gioventù europea delle ragazze si è svolto il 13 e il 15 febbraio 2017 alla Erzurum Ice Skating Arena di Erzurum in Turchia. Le pattinatrici hanno gareggiato nel programma corto e nel programma libero. Ognuno dei due programmi ha attribuito un punteggio. La somma dei risultati ha determinato il vincitore della competizione. 

## Risultati
| Class | Nome                       | Nazione     | Totale | PC | PC    | PL | PL     |
| ----- | -------------------------- | ----------- | ------ | -- | ----- | -- | ------ |
| 1     | Alina Zagitova             | Russia      | 187.06 | 1  | 58.30 | 1  | 128.76 |
| 2     | Anastasia Hozhva           | Ucraina     | 127.18 | 2  | 49.78 | 7  | 77.40  |
| 3     | Lucrezia Gennaro           | Italia      | 125.53 | 4  | 43.67 | 3  | 81.86  |
| 4     | Alizée Crozet              | Francia     | 125.34 | 8  | 40.33 | 2  | 85.01  |
| 5     | Kristina Škuleta-Gromova   | Estonia     | 123.81 | 3  | 44.05 | 5  | 79.76  |
| 6     | Hanna Paroshyna            | Bielorussia | 122.35 | 6  | 42.49 | 4  | 79.86  |
| 7     | Anna Litvinenko            | Regno Unito | 117.65 | 9  | 39.01 | 6  | 78.64  |
| 8     | Silvia Hugec               | Slovacchia  | 117.47 | 5  | 42.57 | 8  | 74.90  |
| 9     | Amanda Stan                | Romania     | 116.48 | 7  | 41.93 | 9  | 74.55  |
| 10    | Laura Karhunen             | Finlandia   | 103.50 | 13 | 34.26 | 10 | 69.24  |
| 11    | Presiyana Dimitrova        | Bulgaria    | 97.86  | 12 | 35.66 | 11 | 62.20  |
| 12    | Anna Ivancenco             | Moldavia    | 95.00  | 14 | 33.38 | 12 | 61.62  |
| 13    | Katarina Kitarović         | Croazia     | 94.45  | 11 | 36.58 | 15 | 57.87  |
| 14    | Valerija Keda              | Lituania    | 91.61  | 15 | 31.72 | 14 | 59.89  |
| 15    | Lara Guček                 | Slovenia    | 91.46  | 17 | 30.32 | 13 | 61.14  |
| 16    | Sam Jansen                 | Paesi Bassi | 87.61  | 10 | 37.89 | 19 | 49.72  |
| 17    | Ekin Saygı                 | Turchia     | 83.68  | 16 | 30.61 | 16 | 53.07  |
| 18    | Josephine Kaersgaard       | Danimarca   | 81.50  | 18 | 29.82 | 17 | 51.68  |
| 19    | Herdis Birna Hjaltalin     | Islanda     | 77.95  | 19 | 27.89 | 18 | 50.06  |
| 20    | Elisavet Voulgari          | Grecia      | 71.39  | 20 | 24.66 | 20 | 46.73  |
| 21    | Daniella Vanessa Ipsaridou | Cipro       | 55.01  | 21 | 20.71 | 21 | 34.30  |